# 安部氏

丸に梶の葉

安部氏（あんべし）は、武家・華族だった日本の氏族。信濃国の名族滋野氏の系譜で南北朝期には諏訪神党に属し、後に駿河に移住して江戸期は武蔵岡部藩として存続。維新後子爵家に列する。

## 概要
出自は信濃国の名族滋野氏の嫡流海野氏と伝えられる。家系図では、海野幸義の子の頼真からとされる。
南北朝時代、安部氏の祖は「信濃宮」と呼ばれた後醍醐天皇の皇子宗良親王に従った諏訪神党に属し、宮方として戦ったとされる。
宗良親王は、1355年（文和4年/正平10年）に桔梗ヶ原の戦いで信濃守護小笠原長基に敗れ、1374年（文中3年/応安7年）に吉野へと去る。諏訪の盟主とも言うべき諏訪氏は、桔梗ヶ原の戦い以後は南朝と距離をおいたとされ、諏訪神党の各家も徐々に各地に散り、安部氏の祖も時期は不明ながら駿河の安部谷へと移住して安部を名乗った。
戦国時代には駿河守護家今川氏に属し、安部元真の時代に今川氏が滅亡して徳川氏に従った。後を継いだ安部信勝は小牧・長久手の戦いで活躍、徳川家康の関東入国に伴い武蔵国岡部に5千石の知行を受けた。慶安2年（1649年）に加増により1万9千石となって大名に列し、その後も増減はあるものの大名家として存続した（岡部藩）。明治元年（1868年）4月に三河国八名郡半原への陣屋替えを政府に願い出て許可された。翌年6月に版籍奉還で半原藩知事に転じたのを経て、明治4年（1871年）の廃藩置県まで務めた。半原藩の最終的な表高は2万250石だった。
明治17年（1884年）7月に華族令の施行に伴い、旧小藩知事の華族として子爵家に列した。

## 家紋
祖が諏訪神党に属していたため、諏訪明神の神紋である「梶の葉」に由来して「丸に梶の葉」となっている。また戦時の旗印として、同じ滋野氏系海野氏流の真田氏と同じ六連銭を使っており、庶流の中には家紋としている家もある。安部氏の六連銭は真田氏の銭に縁がある図案である。

真田氏の六連銭「真田銭」
安倍氏の六連銭「安部銭」